# Lago Winnipegosis
O lago Winnipegosis (em inglês:  Winnipegosis Lake) é um grande lago com 5370 km² de área, localizado na região central da América do Norte, na província de Manitoba, no Canadá.

## Descrição
O lago encontra-se a cerca de 300 km a noroeste da cidade de Winnipeg e é o 40.º maior lago do mundo e 11.º do Canadá.
Tem uma forma alongada, com 195 km lago comprimento, sendo o segundo maior lago dos três grandes lagos de Manitoba Central, sendo os outros dois o Lago Winnipeg, o maior, e Lago Manitoba. Todos os três lagos estão localizados na base lagunar do lago de origem Glaciar denominado Lago Agassiz.
A bacia hidrográfica deste lago drena 49,825 quilómetros quadrados, que se estendem pelas províncias de Manitoba e Saskatchewan, sendo os seus principais afluentes o rio Vermelho, o rio Woody e o rio Swan.
O lago é drenado através do rio Hen para o lago Manitoba, fazem dessa forma parte das bacias hidrográficas do lago Winnipeg, do rio Nelson, e da baía de Hudson.
O nome do lago vem do lago Winnipeg, com um sufixo para o pequeno (em inglês: short).
Nas margens do lago existem algumas comunidades, como é o caso de Camperville e Winnipegosis, cada uma com cerca de 687 habitantes em 2006.